# Aranyida
Aranyida (1899-ig Aranyidka, szlovákul: Zlatá Idka, németül: Goldeidau) község Szlovákiában, a Kassai kerület Kassa-környéki járásában.

## Fekvése
Kassától 20 km-re, nyugatra található.

## Története
A falu a 14. században keletkezett Hilyó területén. 1332-ben birtokvita alakult ki a területről Csurka István és Ruzka Izsép, Semse ura között, melynek végén a birtokot két egyenlő részre osztották. 1349-ben Nagy Lajos király bányajogot adott az idaiaknak, így ezután ércbányát nyitottak. Ida Banya néven először a jászói prépost 1359-ben írt levelében szerepel – a levélben a prépost arról panaszkodik, hogy több település (köztük Aranyida) jelentős részt elfoglalt a prépostság területéből. 1440-ben I. Ulászló király több környező birtokkal együtt a Perényieknek adományozta. A települést mai magyar nevén, „Aranyida” alakban 1459-ben említették először, amikor Mátyás király az aranyidai birtokot Kassa városának adta. 1553-ban már csak két és fél porta után adózott a település, amely a bányászat felhagyásával pusztulásnak indult. Korábbi, főként német lakossága elvándorolt. A németek helyére egyre több szlovák települt be, és 1696-ban Aranyida már tiszta szlovák falu volt. Ebben az időben többször is „Kisida” néven említik, hogy megkülönböztessék Nagyidától.
A 18. század végén Vályi András így ír róla: „ARANYITKA. Elegyes lakosú tót falu Abaúj Vármegyében, földes Ura Kassa Várossa, lakosai katolikusok, nevezetét vette hajdani Arany bányáinak bővségétöl. Hiresek valának, Arany szálas hegyei, mellyek a’ faluhoz nem meszsze feküdtek; ambár az aranynak ásattatásától, ’s fel keresésétöl már régen elállottak a’ Kassaiak, mostani lakosai juhok tenyésztetésével foglalatoskodnak. Határja kitsiny, és sovány, szántó földgyei, ’s réttyei hasonlóképen, melly a’ hegyektöl származik, harmadik Osztálybéli.”
Fényes Elek 1851-ben kiadott geográfiai szótárában így ír a faluról: „Aranyidka, tót falu, Abauj vármegyében, Szepes vgye széléhez közel, Kassához 3 mfdnyire, az Ida patak mellett: 688 kath., 4 evang. lak., kath. paroch. templom. Szántófölde kevés és sovány, de annyival nagyobb kincs fekszik gazdag arany- és ezüst bányáiban. Hogy itt régenten is üzték a bányászságot, azt mutatják az elhagyatott bányaüregek. A mi időnkben csak 1807-ben 1-ső juliusban kezdett a kamara ujolag nemes érczet kerestetni, s igen meglepő sikerrel. Igy 1815-ben 16 marka, 10 lat. 3 3/4 drachma finom arany; 446 márka, 4 lat ezüst, 1180 mázsa piskolcz, 340 mázsa piskolczércz volt a bánya nyereség, s ezen gazdag jutalom az ujabban behozott amalgamatio módja által még folyton növekedik. A bányászati rendes személyzet 100 tagból áll. F. u. a kamara.”
A bányászkodás felújításához korszerű előkészítő üzemet és hámort építettek. Nemcsak a helyben termelt ércet dolgozták fel, hanem bérkohósítást is vállaltak: egyebek közt Telkibányáról is idehordták azt a dúsítmányt, illetve színport, amit korábban a távolabb fekvő Szomolnokon kohósíttattak.
Borovszky Samu monográfiasorozatának Abaúj-Torna vármegyét tárgyaló része szerint: „Aranyidka a vele majdnem összeépült Réka telepes helységgel 1200 lelket számláló község, mely a tőle északra fekvő Opáka teleppel 1767-ig Kassa város birtokához tartozott és ez évben Kassa városa a két helységet a 2361 hold erdőterülettel együtt, cserében a kassai katonai malomért a bánya-kincstárnak adta át, ez pedig a katona-kincstárnak 20000 forintot fizetett kárpótlásul. A bánya-kincstár ekként erdő birtokába jutván, ez időtájt alapitotta meg az opákai és rékai rézkohókat, melyek közül az opákai 1827-ig, az aranyidkai 1807-ig állott fenn. Az aranyidkai bányák keletkezéséről csak egyes nyomokból lehet következtetést vonni. Ilyenek az Ida patak mentén látható aranymosások nyomai, melyek a bányák keletkezését a legrégibb korba vezetik vissza s valószinüleg a termett aranytól és a patak Ida nevétől nyerte a helység is az Aranyidka nevet. Egy Kassa város levéltárában levő okmány szerint Mátyás király ide való aranyból veretett a kassai pénzverőhivatalban pénzt, a mi azt bizonyitja, hogy a bányáknak már a XV-ik században jelentékeny fémtermelésök volt. 1892. évben légcsere előidézése végett kinyittatván a község mellett lévő ugynevezett Czigánytáró, ott még »vésett« munkára bukkantak, annak jeléül, hogy a bánya legkésőbben a XVII. század második felében már művelés alatt állott. A XVIII. század második felében az aranyos Ferencz-telér állott feltárás alatt és a jelen század elején keletkezett a Mátyás József-társulat bányája. A Bertalan-éren a jelen század elején az ugynevezett Bertalan-társulat bányászkodott és e társulat dús jövedelmei adhatták meg 1807 körül az impulzust a bécsi cs. kir. udvari kamarának arra, hogy Svaiczer Gábor későbbi kamaragrófot e vidék bányászati átkutatására Aranyidkára küldje s ezzel a máig is fennálló kiterjedt fémbányászatnak alapját megvesse. Svaiczer Gábor feltárta az István-, Bódog-, Háromság-, József-, Ubocsi János-teléreket, melyekben a művelés még mai napig is folyik. 1856-ban a Ferencz József- és Délnek lejtő, 1876. évben az Uj- és Erzsébet-telér, 1891. évben a Thekla- és Peck-telér táratott fel. A rékai foncsormű felépitése az 1823-24-ik évekbe esik.”
A trianoni diktátumig Abaúj-Torna vármegye Kassai járásához tartozott.
Ma inkább üdülőfalu jellege van, ahol sok víkendház található. Különösen a téli időszakban vonzó hely a közeli síterepek miatt.

## Népessége
| Év:            | 1994. | 2004.   | 2014.    | 2024.   |
| -------------- | ----- | ------- | -------- | ------- |
| Emberek száma: | 358   | 345     | 399      | 432     |
| Eltérés:       |       | -3,63 % | +15,65 % | +8,27 % |

| Év:            | 2023. | 2024.   |
| -------------- | ----- | ------- |
| Emberek száma: | 412   | 432     |
| Eltérés:       |       | +4,85 % |

1880-ban 674 lakosából 584 szlovák és 9 magyar anyanyelvű volt. Rékán 379 szlovák és 16 magyar anyanyelvű élt.
1890-ben 673-an lakták: 616 szlovák és 17 magyar anyanyelvű. Rékán 357 szlovák és 37 magyar anyanyelvű élt.
1900-ban 635 lakosából 595 szlovák és 29 magyar anyanyelvű volt. Rékán 270 szlovák és 59 magyar anyanyelvű élt.
1910-ben 878-an lakták, ebből 758 szlovák és 86 magyar anyanyelvű.
1921-ben 745-en lakták: 678 csehszlovák és 45 magyar.
1930-ban 694 lakosából 690 csehszlovák és 2 magyar volt.
1941-ben 746-an lakták, ebből 517 szlovák és 227 magyar.
1991-ben 364 lakosából 362 szlovák és 1 magyar volt.
2001-ben 344 lakosából 337 szlovák és 1 magyar volt.
2011-ben 383 lakosából 353 szlovák és 2 magyar volt.
2021-ben 392 lakosából 368 (+1) szlovák, 4 (+3) magyar, 3 cigány, (+2) ruszin, 5 (+2) egyéb és 12 ismeretlen nemzetiségű volt.

## Neves személyek
- Itt született 1860. október 23-án klodziankói Seide Rezső altábornagy.
- Itt született 1883. október 11-én Sziklay Ferenc († 1943) író, színműíró, műfordító, lapszerkesztő, művelődésszervező.[7]
- Itt szolgált Pettkó János (1812-1890) császári és királyi bányatanácsos, geológus a Magyar Tudományos Akadémia levelező tagja.
- Itt szolgált Faller Károly (1857-1913) kohómérnök, főiskolai tanár.
- Itt szolgált Binder Béla (1905-1977) bányamérnök, a magyar kőolaj és földgáz kitermelés úttörője.
- Itt kutatott Rozlozsnik Pál (1880-1940) magyar geológus, paleontológus, bányamérnök, a Magyar Tudományos Akadémia levelező tagja.
- Itt tanult Szolcsányi Hugó (1851-1906) statisztikus, jogi doktor, képesített egyetemi magántanár.